# Eshraque "iSHi" Mughal
Eshraque Mughal, känd under artistnamnen iSHi och The Alley,  född 12 februari 1981 i Stockholm, är en svensk låtskrivare och musikproducent, framför allt inom hiphop. Han har bland annat arbetat med Petter, Fredrik Olsson, Avicii och Professor Green.